# Chapuisia usambarica
Chapuisia usambarica es un coleóptero de la familia Chrysomelidae. Fue descrita científicamente en 1902 por Weise.